# كتائب ثورة العباس
كتائب ثورة العباس  هي حركة من حركات المقاومة الإسلامية الشيعية في العراق كما تطلق على نفسها , ظهرت على الساحة اواخر ايار\مايو 2015م , برز نشاطها في مدن  امرلي و سامراء و اليوسفية والمحمودية تحارب إلى جانب ميليشيات شيعية عراقية أخرى ,
يرتدي اعضاؤها زي رسمياً ومدججين بالسلاح , نشر محاربون من الجماعة أشرطة فيديو تُظهر أعضاء الجهة وهم يلتحقون إلى جبهات ديالى .
وتقول الحركة عن نفسها وذلك وفقا للموقع الرسمي لكتائب ثورة العباس : بانها تنظيم سياسي عسكري مستقل متواجد في العراق والهدف الرئيسي من التأسيس هو الدفاع عن أرض العراق وشعبه والمقدسات من الشمال للجنوب وتهتم كتائب ثورة العباس بمصير ومستقبل العراق وتساهم مع بقية القوى السياسية العراقية وفصائل المقاومة الأخرى في إقامة مجتمع أكثر عدالة وحرية, كما ترفع الكتائب شعارات مثل «انهم فتية امنو بربهم فزدناهم هدى» , وشعارات القتال مثل السيف والسلاح , يقاتل في صفوف كتائب ثورة العباس عراقيين العرب والتركمان.